# Отује
Отује (фр. Autouillet) је насељено место у Француској у региону Париски регион, у департману Ивлен.
По подацима из 2011. године у општини је живело 475 становника, а густина насељености је износила 96,15 становника/km².

## Демографија
| 1962. | 1968. | 1975. | 1982. | 1990. | 2011. |
| ----- | ----- | ----- | ----- | ----- | ----- |
| 160   | 149   | 189   | 270   | 251   | 475   |